# Jörg Bewersdorff

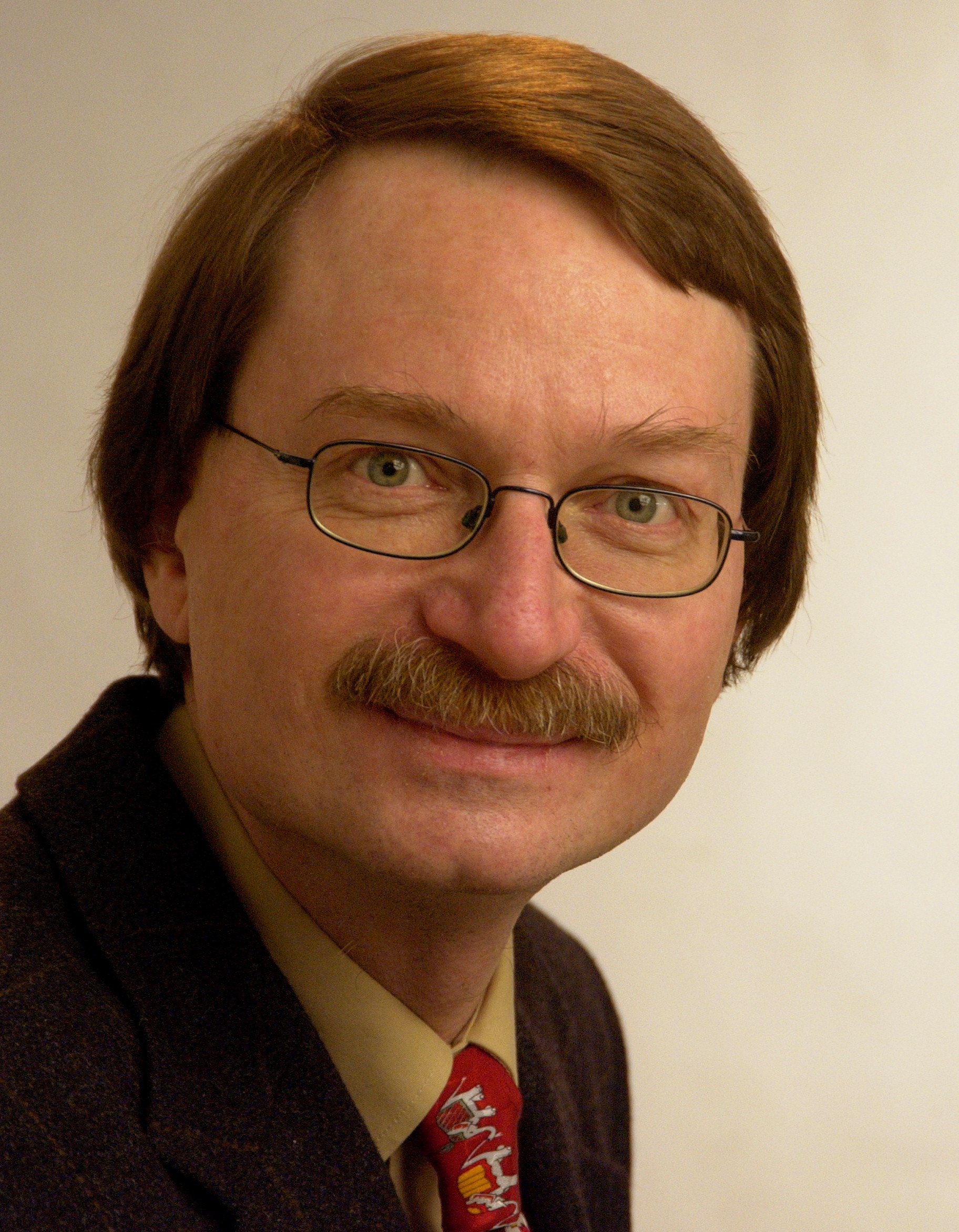
Jörg Bewersdorff (2006)

Jörg Bewersdorff (* 1. Februar 1958 in Neuwied) ist ein deutscher Mathematiker, Sachbuchautor und Spieleentwickler.
Bewersdorff studierte im Anschluss an sein vorzeitiges Abitur am Werner-Heisenberg-Gymnasium in Neuwied ab 1975 als Stipendiat der Studienstiftung des deutschen Volkes Mathematik und Informatik an der Universität Bonn, wo er 1985 bei Günter Harder am Max-Planck-Institut für Mathematik promoviert wurde mit einer Arbeit, in der er topologische Methoden (Fixpunktsatz von Lefschetz) in der Zahlentheorie anwandte (Eine Lefschetzsche Fixpunktformel für Hecke-Operatoren). Später arbeitete er als Mathematiker in der Spielgeräte-Industrie, wo er Geschäftsführer des Unternehmens Mega-Spielgeräte in Limburg an der Lahn war, das seit 1988 besteht und Automatenspiele für Gauselmann in Lübbecke entwickelt. Außerdem ist er Geschäftsführer der GeWeTe (Geldwechsel- und Kassenautomaten) in Mechernich. Er lebt in Limburg.
Bewersdorff schrieb drei sich auch an breitere Kreise wendende mathematische Sachbücher, in denen er Themen der Wahrscheinlichkeitsrechnung, Spieltheorie, kombinatorischen Spieltheorie, mathematischen Statistik und Algebra (Galoistheorie) behandelt. Außerdem verfasste er ein Buch über objektorientierte Programmierung am Beispiel der Programmiersprache JavaScript und rechtswissenschaftliche Publikationen zum Thema Glücksspielrecht. Zwei seiner Bücher wurden ins Englische übersetzt, eins auch ins Koreanische.

## Schriften
- Glück, Logik und Bluff: Mathematik im Spiel – Methoden, Ergebnisse und Grenzen, Vieweg 1998; Springer Spektrum, 7. Auflage 2018, ISBN 978-3-658-21764-8, doi:10.1007/978-3-658-21765-5.
- Algebra für Einsteiger: Von der Gleichungsauflösung zur Galois-Theorie, Vieweg 2002; Springer Spektrum, 6. Auflage 2019, ISBN 978-3-658-26151-1, doi:10.1007/978-3-658-26152-8.
- Statistik – wie und warum sie funktioniert. Ein mathematisches Lesebuch mit einer Einführung in R. Vieweg+Teubner Verlag 2011; 2. Auflage, 2021, ISBN 978-3-662-63711-1, doi:10.1007/978-3-662-63712-8.
- Objektorientierte Programmierung mit JavaScript: Direktstart für Einsteiger, Springer Vieweg, Wiesbaden 2014; 2. Auflage 2018, ISBN 978-3-658-21076-2, doi:10.1007/978-3-658-21077-9.